# Formula di inversione di Möbius
In matematica, e in particolare in teoria dei numeri, la formula di inversione di Möbius lega due funzioni aritmetiche, l'una delle quali è somma dei divisori dell'altra, attraverso la funzione di Möbius. Fu introdotta da August Ferdinand Möbius nel XIX secolo.
Afferma che date due funzioni aritmetiche f e g, l'uguaglianza
{\displaystyle f(n)=\sum _{d|n}g\left(d\right)}
vale se e solo se si ha
{\displaystyle g(n)=\sum _{d|n}\mu (d)f\left({\frac {n}{d}}\right)}
dove la somma è estesa a tutti i divisori di n e {\displaystyle \mu } è la funzione di Möbius.
La formula di inversione di Möbius può essere generalizzata a funzioni di variabile complessa.

## Convoluzione e formula di inversione
La formula può essere riscritta attraverso l'operazione di convoluzione di Dirichlet *: se g e f sono funzioni aritmetiche allora:
{\displaystyle f=g*N_{0}}
se e solo se:
{\displaystyle g=f*\mu }
dove {\displaystyle N_{0}(n)=1} per ogni n.
Questo punto di vista offre una semplice via per arrivare alla dimostrazione: basta infatti dimostrare che {\displaystyle \mu } e N0 sono l'una l'inversa dell'altra secondo l'operazione di convoluzione, cioè che 
{\displaystyle \left(\mu *N_{0}\right)\left(n\right)=\sum _{d|n}\mu \left(d\right)=\left\{{\begin{matrix}1\ {\mbox{se}}\ n\ {\mbox{=}}\ 1\\0\ {\mbox{altrimenti}}\end{matrix}}\right.}
La prima uguaglianza è semplicemente la definizione di convoluzione; la seconda si ricava facilmente dal fatto che alla sommatoria contribuiscono solo i divisori di n privi di quadrati: se n ha m fattori primi distinti il contributo alla sommatoria da parte dei divisori di n privi di quadrati con j fattori primi distinti è {\displaystyle {m \choose j}\left(-1\right)^{j}}, e quindi:
{\displaystyle \left(\mu *N_{0}\right)\left(n\right)=\sum _{d|n}\mu \left(d\right)=\sum _{j=0}^{m}{m \choose j}\left(-1\right)^{j}=\left(1-1\right)^{m}=0~~~~\forall ~n>1}
A questo punto è sufficiente osservare che se {\displaystyle f=g*N_{0}}, allora usando la convoluzione per la funzione di Mobius ad entrambi i membri si ha
{\displaystyle f*\mu =g*N_{0}*\mu =g*(N_{0}*\mu )=g}
che è la tesi. Nell'ultimo passaggio si sfrutta il fatto che la funzione che vale 1 per n=1 e 0 per n>1, convoluta con ogni funzione f, dà la stessa f.

## Seconda formula di inversione di Mobius
Sia h una funzione aritmetica moltiplicativa; allora:
{\displaystyle f\left(x\right)=\sum _{n\leq x}h\left(n\right)g\left({\frac {x}{n}}\right)}
se e solo se:
{\displaystyle g\left(x\right)=\sum _{n\leq x}h^{-1}\left(n\right)f\left({\frac {x}{n}}\right)}
dove {\displaystyle h^{-1}\left(n\right)} è l'inversa convolutiva di {\displaystyle h\left(n\right)}.